# Hypericum stenopetalum
Hypericum stenopetalum är en johannesörtsväxtart som beskrevs av Porphir Kiril Nicolai Stepanowitsch Turczaninow. Hypericum stenopetalum ingår i släktet johannesörter, och familjen johannesörtsväxter. Inga underarter finns listade i Catalogue of Life.